# Detlev Christian Dicke

Detlev Christian Dicke

Detlev Christian Dicke (* 4. Oktober 1942 in Chrzanów, Oberschlesien; † 7. November 1992 in Bösingen, Schweiz) war ein deutscher Rechtswissenschaftler und Professor für Völkerrecht an der Universität Freiburg (Schweiz).

## Leben
Detlev Dicke wurde als Sohn eines deutschen Soldaten und Bergwerkdirektors und einer Verwaltungsangestellten in Oberschlesien (heutiges Polen) geboren. Kurz nach seiner Geburt flüchtete seine Mutter mit ihm nach Darmstadt. Der Vater kam im Zweiten Weltkrieg an der Front um.
Dicke studierte Rechtswissenschaft an den Universitäten Frankfurt am Main, Modena und London. Er wurde Assistent von Ingo von Münch an der Ruhr-Universität Bochum, wo er 1967 auch promoviert wurde. Nach dem zweiten Staatsexamen wurde er 1976 an der Universität Münster habilitiert. 1977 wurde er als Professor für Völkerrecht an die Universität Freiburg berufen. Als Dekan der Rechtswissenschaftlichen Fakultät gründete er den Lehrstuhl für Europarecht und förderte Partnerschaften mit anderen Universitäten.
Dicke war beteiligt an der Erstellung einer Verfassung des Landes Kirgistan im Jahr 1992. Seine Bedeutung für dieses junge Land zeigte sich nicht zuletzt darin, dass das Parlament zu seinem Tode eine Schweigeminute abhielt.
Dicke war verheiratet und hatte zwei Kinder.

## Schriften (Auswahl)
- Verfassungsrechtliche Möglichkeiten und Grenzen der Wirtschaftslenkung in Italien und der Bundesrepublik Deutschland. Kohlhammer, Stuttgart 1969 (Dissertation, Universität Bochum, 1968).
- Die administrative Organisation der Entwicklungshilfe durch die Vereinten Nationen. Athenäum, Frankfurt 1972, ISBN 3-7610-3130-0 (Völkerrecht und internationales Wirtschaftsrecht. Bd. 3).
- Detlev Christian Dicke, Hans-Werner Rengeling: Die Sicherung des Weltfriedens durch die Vereinten Nationen: Ein Überblick über die Befugnisse der wichtigsten Organe. Nomos, Baden-Baden 1975, ISBN 3-7890-0156-2 (Völkerrecht und Außenpolitik. Bd. 15).
- Die Intervention mit wirtschaftlichen Mitteln im Völkerrecht: Zugleich ein Beitrag zu den Fragen der wirtschaftlichen Souveränität. Nomos, Baden-Baden 1978, ISBN 3-7890-0306-9 (Völkerrecht und internationales Wirtschaftsrecht. Bd. 10; Habilitationsschrift, Universität Münster, 1975/76).
- Das Verhältnis der Schweiz zum real existierenden Westeuropäischen Bundesstaat. Schulthess, Zürich 1991, ISBN 3-7255-2905-1 (Schriften zum Europarecht. Bd. 6).